# Coronanthera
Coronanthera es un género con 13 especies de plantas herbáceas perteneciente a la familia Gesneriaceae. Es originario de Nueva Caledonia.

## Descripción
Son arbustos leñosos o árboles que alcanzan los 15 metros de altura. Las hojas, pecioladas, la lámina elíptico- ovada. Las inflorescencias en cimas axilares, pedunculadas, con muy pocas - a varias flores, bractéolas pequeñas, lanceoladas u ovaladas. Sépalos connados en la parte inferior y estrechos, triangulares, persistentes. Corola roja o de color amarillo verdos, urceolado o tubular y un poco reducida la boca. El fruto es una cápsula ovoide.

## Distribución y hábitat
Se distribuyen  por Nueva Caledonia y las Islas Salomón. Se encuentran en las montañas forestales. 

## Etimología
El nombre del género deriva de las palabras griegas κορωνη,  korōnē, latín  corona = corona, guirnalda, y άνθηρα, anthera = antera, en referencia a las anteras que se funden para formar una cruz, o una figura similar a la corona.

## Especies
| - Coronanthera aspera - Coronanthera australiana - Coronanthera barbata - Coronanthera clarkeana - Coronanthera deltoidifolia - Coronanthera glabra - Coronanthera grandis | - Coronanthera pancheri - Coronanthera pedunculosa - Coronanthera pinguior - Coronanthera pulchra - Coronanthera sericea - Coronanthera squamata |